# 塔波纳
塔波纳（法語：Taponas，法語發音：[tapɔna]）是法国罗讷省的一个市镇，属于索恩河畔自由城区。

## 地理
塔波纳（46°7'18"N, 4°46'1"E）面积7.64 平方千米，位于法国奥弗涅-罗讷-阿尔卑斯大区罗讷省，该省份为法国中东部省份，北起顺时针与索恩-卢瓦尔省、安省、里昂大都会、伊泽尔省和卢瓦尔省接壤。
与塔波纳接壤的市镇（或旧市镇、城区）包括：热努约、盖兰、德拉塞、博若莱地区贝尔维尔。

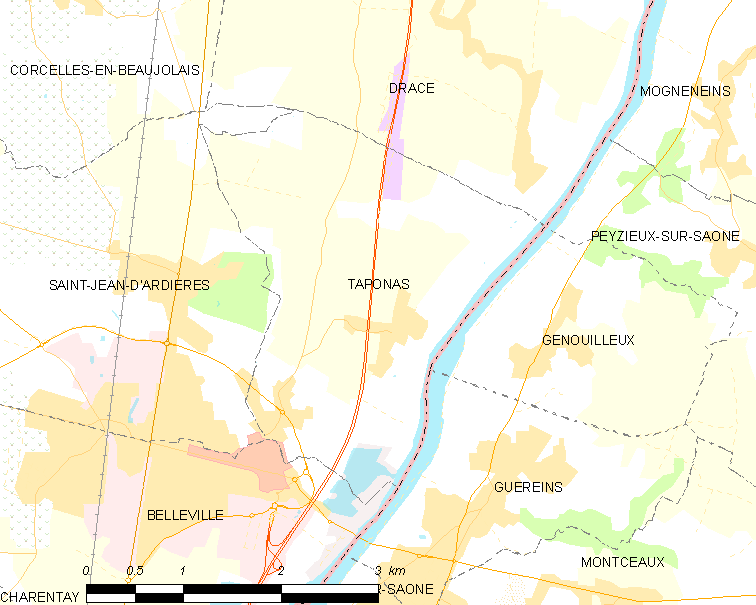
塔波纳的OSM定位图

塔波纳的时区为UTC+01:00、UTC+02:00（夏令时）。

## 行政
塔波纳的邮政编码为69220，INSEE市镇编码为69242。

## 政治
塔波纳所属的省级选区为博若莱地区贝尔维尔县。

## 人口

1962-2008年间塔波纳人口变化图示

塔波纳于2022年1月1日时的人口数量为908人。